# 红百合 (法朗士)
《红百合》（法語：Le Lys rouge）是法国作家阿纳托尔·法朗士的小说，于1894年出版。

## 概要
这部小说讲述了一个情绪激动的法国女人与两个男人的关系。泰蕾丝的父亲把她嫁给了年长的玛尔丹伯爵。在两年的婚姻里，她和丈夫在同一所房子里形同陌路。这位美丽的年轻伯爵夫人终于接受了梅尼尔侯爵的追求，成为情人关系，常常幽会，但并不爱他。三年后，她决定离开爱她的情夫，很快爱上了雕刻家德夏特尔。她真诚地告诉他，她从未爱过别人。梅尼尔侯爵不能接受分手，追踪她来到佛罗伦萨。德夏特尔发现泰蕾丝另有情人，于是怀疑他们的关系，但她否认了一切。后来，在巴黎，他听到了她和梅尼尔侯爵的名字在一起，被嫉妒折磨，不能容忍。泰蕾丝觉得她不能失去她全心全意爱着的这个男人，已离不开他，再次告诉他，他是她的唯一的爱人。梅尼尔走了，想把她忘记，却徒劳无功。他回来了，跟着她去了剧院，德夏特尔无意中听到他的责备和恳求。她有义务告诉她的情人真相。德夏特尔不相信她不是一个轻佻的女人，也不相信她曾经只爱过他一人，在最后一次可悲的谈话中，她意识到自己的幸福已经到头了。

## 分析
海伦·雷克斯·凯勒写道，“佛罗伦萨和巴黎的图片增添了魅力，次要人物作为作者本人和同时代人的个人素描很有意思。”